# Larry Thomas
Larry Thomas (Nova Iorque, c. 1951) é um ator norte-americano, mais conhecido por seu papel no episódio "The Soup Nazi" na série de TV Seinfeld. Ele já apareceu em vários filmes, programas de TV e comerciais. Ele também foi nomeado para um Emmy por sua aparência Seinfeld.

## Atuação
Larry Thomas é mais conhecido por seu papel como o Soup Nazi ("nazista da sopa", em tradução livre) na série de televisão "Seinfeld". O papel lhe rendeu um prêmio Emmy  em 1996 na categoria de Melhor Ator Convidado em Série de Comédia.

## Aparições
Em 2011, Thomas apareceu vestido como o Soup Nazi em Nova Iorque no jogo dos Mets. Ele deu DVDs para os fãs que respondesem corretamente perguntas triviais.

## Ligações Externas
- Larry Thomas. no IMDb.
- Larry Thomas at TV.com